# Renswoude
Renswoude és un municipi de la província d'Utrecht, al centre dels Països Baixos. L'1 de gener de 2009 tenia 4.526 habitants repartits per una superfície de 18,52 km² (dels quals 0,09 km² corresponen a aigua).

## Ajuntament
El consistori municipal consta d'11 membres, format des del 2006 per:

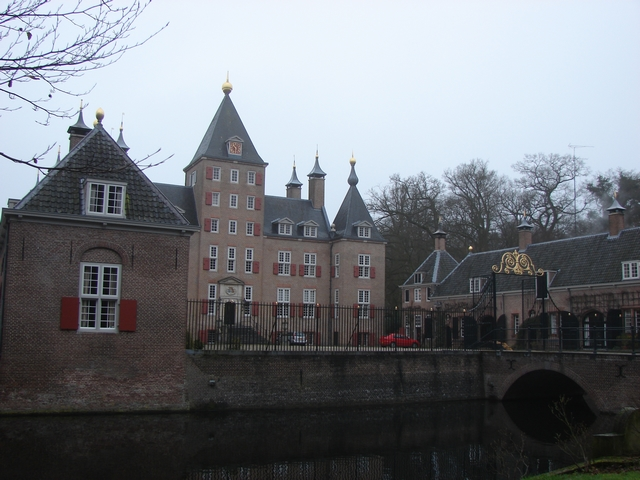
Castell de Renswoude

- CDA, 4 regidors
- VVD, 3 regidors
- SGP, 3 regidors
- Visie, 1 regidor